# Santa Catarina Ixtahuacan
Santa Catarina Ixtahuacan est une ville du Guatemala dans le département de Sololá.